# Gezamenlijk Instituut voor Kernonderzoek

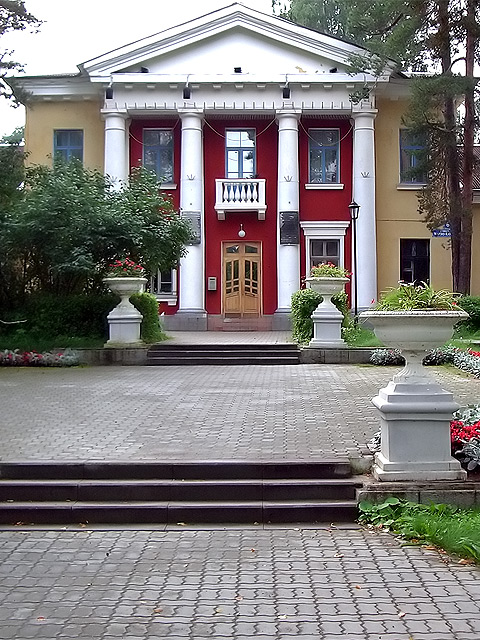
Hoofdkwartier van het Gezamenlijk Instituut voor Kernonderzoek.

Het Gezamenlijk Instituut voor Kernonderzoek (Russisch: Объединённый институт ядерных исследований; Obedinjonny institoet jadernych issledovani, ОИЯИ; OIJaI, Engels: Joint Institute for Nuclear Research, JINR) in de Russische stad Doebna in oblast Moskou op 120 kilometer ten noorden van Moskou is een internationaal onderzoekscentrum voor kernfysica. Er werken ongeveer 1000 wetenschappers uit 18 landen, voornamelijk uit het voormalige Oostblok en uit Noord-Korea, Vietnam, Mongolië en Cuba, met daarnaast enkele wetenschappers van UNESCO, CERN, CLAV, en uit Duitsland, Frankrijk, Italië en de Verenigde Staten.
Het instituut werd opgezet op 26 maart 1956. In 1947 werd het eerste onderzoeksinstrument er gebouwd, maar pas na de oprichting van het CERN in 1954 werd het JINR opgericht als oostbloktegenhanger.
Het instituut heeft momenteel 7 laboratoria met elk een eigen specialisatie: theoretische natuurkunde, deeltjesfysica, fysica van zware ionen, vastestoffysica, kernreacties, neutronenfysica en informatietechnologie. Het instituut heeft ook een divisie voor stralings- en radiobiologisch onderzoek nog een paar ad-hocexperimenten.
Tot de belangrijkste onderzoeksfaciliteiten behoren een supergeleidend synchrotron met een energie van 7 GeV, drie isochrone cyclotrons (120, 145, 650 MeV), een fasotron (680 MeV) en een protonensynchrotron (4 GeV). Het instituut heeft ook een gepulste reactor voor de productie van neutronen (1500 MW pulsvermogen) met 19 bijbehorende instrumenten die van neutronenstraling gebruikmaken.

## Ontdekte elementen in het instituut
| element       | nr. | jaar | opmerking              |
| ------------- | --- | ---- | ---------------------- |
| rutherfordium | 104 | 1964 |                        |
| dubnium       | 105 | 1967 |                        |
| seaborgium    | 106 | 1974 |                        |
| bohrium       | 107 | 1976 |                        |
| flerovium     | 114 | 1999 | eiland van stabiliteit |
| livermorium   | 116 | 2001 |                        |
| nihonium      | 113 | 2004 |                        |
| moscovium     | 115 | 2004 |                        |
| oganesson     | 118 | 2006 |                        |
| tennessine    | 117 | 2010 |                        |